# Nemacheilus pullus
Nemacheilus pullus — вид коропоподібних риб родини немахейлових (Nemacheilidae). Описаний у 2023 році.

## Поширення
Ендемік Лаосу. Поширений у притоках Меконгу Намсам і Намнгієп. Трапляється у водоймах з помірною течією, як правило, невеликих струмках, на мулистому або кам'янистому дні.

## Опис
Дрібна рибка, завдовжки 5-6 см. Відрізняється від усіх інших видів Nemacheilus наявністю неповної бічної лінії з 23-57 порами, що досягають між вертикалями походження тазових плавців і заднього проходу; тіло однотонне жовтувато-сіре за життя у дорослих; помітний підочноямковий клапоть у самців; маленькі горбки на передніх грудних променях і на боці.